# Bocca della Selva
Bocca della Selva ist eine Fraktion der italienischen Gemeinde (comune) Cusano Mutri in der Provinz Benevento, Region Kampanien.

## Geographie
Der kleine Fremdenverkehrsort liegt in Luftlinie etwa 36 km nordwestlich der Provinzhauptstadt Benevento und etwa 4,5 nördlich von Cusano Mutri im samnitischen Apennin an der Grenze zur Region Molise auf einer Höhe von 1393 m s.l.m. Bocca della Selva grenzt unmittelbar an die Gemeinde Piedimonte Matese in der Provinz Caserta. Westlich befindet sich der Monte Mutria (1822 m) im Regionalpark Matese.

## Geschichte
Bocca della Selva hat seine Entwicklung als Fremdenverkehrsort dem Wintersport zu verdanken. 1968 entstanden zunächst zwei Langlaufloipen. Mit einer Länge von 1,4 km waren es eine der längsten Loipen im südlichen Apennin, auf denen auch internationale Wettbewerbe ausgetragen wurden. 1969 wurden dann zwei Schlepplifte in Betrieb genommen. Letztere lagen im Gemeindegebiet von Piedimonte Matese am Nordhang des Monte Porco (1605 m). Ende der 1990er begann der Niedergang des Wintersportortes, nachdem die Betriebsgenehmigung der beiden veralteten Lifte ausgelaufen war. Sie konnte 1999 noch einmal um zwei Jahre verlängert werden. 2001 wurde einer der beiden Lifte schließlich stillgelegt und der andere modernisiert. Letzterer stellte den Betrieb 2011 ein, nachdem sich kein Investor für die Modernisierung der Anlage fand und Betriebsgenehmigung erneut ausgelaufen war.

## Verkehr
Die Siedlung kann von Osten über die Provinzstraße SP89 „Pietraroja-Sepino“ erreicht werden. Von der Provinz Caserta führt die SP205 nach Bocca della Selva.

## Radsport
Beim Giro d’Italia wurde bislang zweimal eine Bergwertung in Bocca della Selva abgenommen. Beide Male wurde die Auffahrt als Anstieg der 2. Kategorie klassifiziert, wobei sie im Jahr 2016 von Südosten und im Jahr 2021 von Nordwesten absolviert wurde.
Im Jahr 2024 fand erstmals eine Bergankunft des Giro d’Italia in Bocca della Selva statt. Die Strecke der 10. Etappe führte dabei von Pompei über mehrere kleine Anstiege, ehe die Auffahrt von Cusano Mutri erfolgte. Der 17,9 Kilometer lange Anstieg wies dabei eine durchschnittliche Steigung von 5,6 % auf. Im Ziel wurde eine Bergwertung der 1. Kategorie vergeben. Etappensieger wurde der Franzose Valentin Paret-Peintre.
| Jahr | Etappe     | Bergwertung  | Fahrer                 | Auffahrt                        |
| ---- | ---------- | ------------ | ---------------------- | ------------------------------- |
| 2016 | 6. Etappe  | 2. Kategorie | Alessandro Bisolti     | Südost (über SP76 und SP89)     |
| 2021 | 8. Etappe  | 2. Kategorie | Kobe Goossens          | Nordwest (über SP331 und SP205) |
| 2024 | 10. Etappe | 1. Kategorie | Valentin Paret-Peintre | Südost (über SP76 und SP89)     |